# 江鵬堅
江 鵬堅（こう ほうけん、Chiang Peng-chien、Kang Pêng-kian、1940年4月25日 - 2000年12月15日）は、台湾の政治家、弁護士。美麗島事件の裁判では林義雄らの弁護を行った。民主進歩党の初代主席、民進党秘書長、監察委員を務めた。